# Stuck on You!
Stuck on You! è un film del 1982, diretto da Lloyd Kaufman e Michael Herz, prodotto dalla Troma.

## Trama
Carol (Virginia Penta) e Bill (Mark Mikulski) sono una giovane coppia di sposi che ha deciso di divorziare. Prima che la separazione diventi ufficiale, i due sono costretti però a una riconciliazione davanti al giudice Gabriel (Irwin Corey), che si rivela un angelo che tenta di far tornare l'amore tra i due giovani raccontando loro tutte le grandi storie d'amore, come quelle tra Adamo ed Eva e tra Leonardo da Vinci e una Gioconda tossicodipendente.

## Accoglienza
Il film incassò 9.600.000$ negli USA decretando il primo successo della Troma che però decise di cambiare dal film successivo (Il vendicatore tossico) lo stile delle sue produzioni, realizzando da quel momento in poi i film che diventeranno simboli della Troma.

## Collegamenti ad altre pellicole
- In Tromeo and Juliet, co-diretto da Lloyd Kaufman e James Gunn nel 1996, è visibile il poster del film.